# Occultisme
Occultisme verwijst binnen de religiewetenschappen naar bepaalde ontwikkelingen binnen de geschiedenis van de westerse esoterie sinds de negentiende eeuw. In deze periode waren er verschillende belangrijke ontwikkelingen in de maatschappij gaande zoals de verwetenschappelijking van het mensbeeld en secularisatie. De Nederlandse historicus Wouter Hanegraaff merkte op dat occultisme "in wezen een poging was om de esoterie aan te passen" aan deze "onttoverde wereld". Daarbij, merkte hij op, nam het occultisme afstand van de "traditionele esoterie" die de premisse van een "betoverde" wereld accepteerde.